# Grécia nos Jogos Olímpicos de Verão de 2016
A Grécia participou dos Jogos Olímpicos de Verão de 2016, que foram realizados na cidade do Rio de Janeiro, no Brasil, entre os dias 5 e 21 de agosto de 2016.
Berço das competições esportivas da Antiguidade que inspiraram os Jogos da era moderna, disputou todas as 28 edições e sediou duas delas: Jogos Olímpicos de Verão de 1896 e Jogos Olímpicos de Verão de 2004, ambos em Atenas. Os gregos somam 114 medalhas (a maioria no atletismo): 33 ouros, 44 pratas e 40 bronzes.

## Natação
| Atleta            | Prova           | Eliminatórias | Eliminatórias | Semifinal   | Semifinal   | Final       | Final       |
| Atleta            | Prova           | Tempo         | Pos.          | Tempo       | Pos.        | Tempo       | Pos.        |
| ----------------- | --------------- | ------------- | ------------- | ----------- | ----------- | ----------- | ----------- |
| Kristel Vrouna    | 100 m borboleta | 58,89         | 22º           | Não avançou | Não avançou | Não avançou | Não avançou |
| Anna Ntountounaki | 100 m borboleta | 58,27         | 17º           | Não avançou | Não avançou | Não avançou | Não avançou |

| Atleta               | Prova       | Eliminatórias | Eliminatórias | Semifinal   | Semifinal   | Final       | Final       |
| Atleta               | Prova       | Tempo         | Pos.          | Tempo       | Pos.        | Tempo       | Pos.        |
| -------------------- | ----------- | ------------- | ------------- | ----------- | ----------- | ----------- | ----------- |
| Dimitrious Dimitrou  | 400 m livre | 3:54,98       | 41º           | —           | —           | Não avançou | Não avançou |
| Panagiotis Samilidis | 100m peito  | 1:00,35       | 19º           | Não avançou | Não avançou | Não avançou | Não avançou |